# Wiktor Antonow (ur. 1969)
Wiktor Wasiljewicz Antonow, ros. Виктор Васильевич Антонов (ur. 1 października 1969 w Pawłodarze, Kazachska SRR) – kazachski piłkarz pochodzenia rosyjskiego, grający na pozycji napastnika, sędzia piłkarski.

## Kariera piłkarska
Wychowanek Szkoły Sportowej w Pawłodarze. W 1986 rozpoczął karierę piłkarską w miejscowym klubie Traktor Pawłodar. Potem został powołany do służby wojskowej. Po zwolnieniu z wojska w 1990 został piłkarzem Mietałłurga Jermak. Po pół roku przeszedł do Ekibastuzca Ekibastuz. W 1991 powrócił do rodzimego klubu, w którym występował zakończenia kariery piłkarza w roku 1998.

## Kariera sędziowska
Jako arbiter kategorii krajowej w latach 2001-2016 sędziował 153 mecze piłkarskie w rozgrywkach Mistrzostw i Pucharu Kazachstanu. Jako sędzia liniowy obsługiwał 55 meczów.

## Sukcesy i odznaczenia

### Sukcesy piłkarskie
Irtysz Pawłodar
- mistrz Kazachstanu: 1993, 1997
- wicemistrz Kazachstanu: 1994, 1996
- brązowy medalista Mistrzostw Kazachstanu: 1992, 1998
- zdobywca Pucharu Kazachstanu: 1997/98

### Sukcesy indywidualne
- król strzelców Mistrzostw Kazachstanu: 1996 (21 gol)